# Marco Lesko
Marco Lesko é um colorista de histórias em quadrinhos brasileiro. Começou sua carreira em 2014, trabalhando principalmente para o mercado norte-americano em títulos como Rat Queens, Assassin's Creed, Doctor Who, Robotech e The Shadow, entre diversos outros. Em 2021, fez as cores do romance gráfico Alice Através do Muro (roteiro de Eric Peleias e arte de Luke Ross). Por esta obra, ganhou no ano seguinte o 34º Troféu HQ Mix na categoria de melhor publicação de aventura/terror/fantasia.